# Idriz
Idriz (Idris; arapski إدريس‎) drevni je prorok spomenut u Kuranu, gdje je opisan kao strpljiv čovjek. Obično se on poistovjećuje s biblijskim likom Henokom, a islamska ga tradicija smješta negdje između Adama i Noe na popisu proroka islama. Idrizov je jedinstveni status inspirirao mnoge islamske tradicije i priče koje ga dodatno opisuju. Ime ovog proroka moglo bi značiti „tumač“.
On se dvaput spominje u Kuranu kao mudrac:
„Spomeni Idriza u Knjizi; on bi pravedan i bi prorok; mi smo ga uzdigli na jedno uzvišeno mjesto.“ (Marija, retci 56 i 57)
„I Ismael, i Idriz, i Zu el Kifl... Svi, oni bijahu postojani. Mi smo ih uveli u milosrđe svoje, oni su među pravednicima.“ (Navjesnici, retci 85 i 86)
Prema raznim tradicijama i pričama, Idriz je postao prorok kad je otprilike imao 40 godina. . Sam je prorok imao veliko znanje.
Mnogi su komentatori Kurana povezali Idriza s Henokom, koji se u Bibliji spominje kao čovjek kojeg je Bog k sebi uzeo sa Zemlje.
Bahá'u'lláh je Idriza povezao s grčkim bogom Hermesom, napisavši da je Idriz imao posebno ime na svakom jeziku te je posjedovao ogromno znanje.